# Eucereon assutum
Eucereon assutum là một loài bướm đêm thuộc phân họ Arctiinae, họ Erebidae.